# Сон, Эдуард Евгеньевич
Эдуа́рд Евге́ньевич Сон (29 сентября 1944 — 17 августа 2021) — советский и российский учёный-физик, специалист в области электрофизики, электрофизических, оптических и транспортных свойств плазмы, член-корреспондент РАН (2008), академик РАН (2016).

## Биография
Родился 29 сентября 1944 года в Ташкентской области, УзССР.
В 1968 году с отличием окончил аэромеханический факультет МФТИ, затем там же — аспирантуру. В 1972 году защитил кандидатскую диссертацию, тема: «Кинетические свойства неидеальной плазмы» (научный руководитель — В. М. Иевлев).
В 1983 году защитил докторскую диссертацию «Кинетические явления в низкотемпературной плазме». В 1989 году присвоено учёное звание профессора.
С 1993 по 2007 годы — проректор МФТИ по научной работе. В 2007 году назначен советником ректора МФТИ.
Руководитель Научно-исследовательского Центра электрофизических и теплофизических процессов Объединённого института высоких температур РАН (ОИВТ).
29 мая 2008 года избран член-корреспондентом РАН по Отделению энергетики, машиностроения, механики и процессов управления (электрофизика), 28 октября 2016 года избран академиком РАН.
Скончался 17 августа 2021 в ЦКБ от COVID-19. Похоронен на Востряковском поселковом кладбище города Домодедово.

## Научная деятельность[1]
Специалист в области электрофизики, электрофизических, оптических и транспортных свойств плазмы, гидродинамики микрогидродинамики, устойчивости и турбулентности, плазменных технологий, высоковольтной энергетики, численного моделирования, создания вычислительных комплексов и экспериментальных стендов в области электрофизики и гидродинамики.
Успехи в научных исследованиях:
- создатель теории, методики и программы расчёта электрофизических и оптических свойств плазмы урана, щелочных металлов и водорода в условиях локального химического равновесия;
- создатель теории и новых методов расчёта турбулентности проводящих сред в магнитном поле при произвольных магнитных числах Рейнольдса для задач электрофизики;
- создатель теории и новых методов расчёта, провёл эксперименты по турбулентному перемешиванию в атмосфере после крупных возмущений и для последствий ядерного взрыва;
- созданы плазменные дисперсные технологии очистки сточных вод на основе объёмнодиффузионного разряда в диспергированной воде;
- создал новые дисперсные технологии в химической промышленности, разработал реактор для окисления изобутана;
- создатель теории и методов расчёта, провёл эксперименты по гидродинамике многофазных сред в гравитационном и электромагнитных полях;
- разработал плазмохимический реактор для удаления хлорсодержащих отходов (ФЦП);
- разработал технологию промышленной утилизации промысловых нефтегазов (ФЦП).

Автор более 200 научных работ, из них 16 монографий, 12 учебных пособий.
В течение 30 лет в МФТИ читал курсы по механике сплошных сред, физической механике, устойчивости, турбулентности, горению.
Под его руководством защищено 25 кандидатских диссертаций.

## Общественная деятельность[1]
- председатель специализированного и член Учёных советов в Московском физико-техническом институте и Объединённом институте высоких температур РАН
- первый вице-президент АНТОК
- председатель Национального комитета по теплофизическим свойствам веществ (2010—2021)
- член редколлегии журнала «Теплофизика высоких температур»
- член редакционного совета серии «Энциклопедия низкотемпературной плазмы»
- главный редактор журнала «Нанотехнологии: исследования и технологии» (США)
- член редколлегии журнала «Известия РАН, серия Энергетика»
- профессор Британского Совета (Уэльс, 1989)
- профессор Фулбрайта (МИТ, 1991)[7]

## Награды
- Премия Ленинского Комсомола (1972)[1]
- Заслуженный деятель науки Российской Федерации (2001)[8]
- Премия Правительства Российской Федерации в области образования (в составе группы, за 2010 год) — за научно-практическую разработку «Научные исследования и учебные пособия по физике низкотемпературной плазмы»[9]

## Семья
Сын Константин (1972—2019)